# Moorefield, West Virginia
Moorefield är administrativ huvudort i Hardy County i West Virginia i USA. Orten har fått sitt namn efter markägaren Conrad Moore. Enligt 2010 års folkräkning hade Moorefield 2 544 invånare.